# Hans-Gerhard Willing
Hans-Gerhard Willing (* 11. Mai 1913 in Magdeburg; † 12. September 1990) war ein deutscher Politiker der CDU.

## Leben
Nach dem Besuch des Gymnasiums belegte Hans-Gerhard Willing ein Studium der Rechts- und Staatswissenschaften an den Universitäten Freiburg, Berlin und Jena. Er wurde Referendar des Oberlandesgerichts Naumburg. Zum 1. Mai 1937 trat er der NSDAP bei. Von 1938 bis 1945 war er Beamter in der Bergverwaltung; ab 1941 als Bergrat. Willing war Kriegsteilnehmer. Nach dem Zweiten Weltkrieg war er Geschäftsführer und Justitiar im Bergbau in Köln und Bad Godesberg und wurde als Rechtsanwalt tätig.
Willing war Vorstandsmitglied und Mitarbeiter der CDU Köln. Er fungierte als Mitglied des Verwaltungsrates der Bundesanstalt für Arbeitsvermittlung und Arbeitslosenversicherung Nürnberg. Vom 21. Juli 1958 bis zum 20. Juli 1962 und vom 25. Juli 1966 bis zum 27. Mai 1975 war er Mitglied des 4., 6. und 7. Landtages von Nordrhein-Westfalen, in den er jeweils über die Landesliste einzog.
Willing starb 1990 im Alter von 77 Jahren. Er wurde in der Familiengrabstätte auf dem Kölner Melaten-Friedhof beigesetzt.